# IC 4388
IC 4388 — галактика типу Sb (компактна витягнута галактика) у сузір'ї Центавр.
Цей об'єкт міститься в оригінальній редакції індексного каталогу.